# Яковенко Ліна Василівна
Ліна Василівна Яковенко (25 квітня 1990,  с. Харківці Лохвицького (нині – Миргородського) району, Полтавської області) – українська письменниця, журналістка. Лавреат VI Всеукраїнського конкурсу літературних творів імені Григора Тютюнника (2022 р.).

## Біографія
Ліна Яковенко народилася 25 квітня 1990 року на Полтавщині. До 2005 року навчалась в Харківецькій ЗОШ І-ІІІст. З 2005-го по 2007-й - навчалась в Лохвицькій ЗОШ І-ІІІст. В 2013 році закінчила Київський національний університет імені Тараса Шевченка, філологічний факультет (спеціальність викладач і науковий редактор). Живе і працює в м. Лохвиця.

## Творчість
Писати вірші почала з дитинства.

```
«Дитинство моє промайнуло у рідних Харківцях – живописному козацькому селі, де сама природа дихає натхненням. Із таким феноменом як Творчість я познайомилася ще з ранніх літ завдяки мамі – краєзнавиці, письменниці, насамперед – моїй щирій подрузі – Ларисі Володимирівні Воробйовій-Яковенко» - Ліна Яковенко про творче покликання.
```

2016-2022 роки працювала в лохвицькій районній газеті «Зоря». Спочатку редактором відділу соціальних питань. З 2017-го по 2019-й – в. о. заступника головного редактора. 

Із 2022-го – фрілансер - пише статті та книги, займається краєзнавством. 

Друкувалася у всеукраїнських виданнях: газета «Порадниця», журнал «Жінка».  Низка статей опубліковані у «Свіжому апельсині» 

Робить поетичні переклади Генріха Гейне, Фрідріха Шиллера, Йоганна Вольфганг фон Гете, складає сценарії.

Співавторка краєзнавчо-літературного дослідження «Під Харківецькою зорею»
Творчий доробок:
- «Святкове намисто України», книга обрядової поезії (видана у видавництвах «Полтавський літератор» (2017), «Друкарський двір Олега Федорова», Київ (2019));
- «Під Харківецькою зорею», книга-краєзнавче дослідження у співавторстві з Лариса Яковенко (видавництво «Друкарський двір Олега Федорова», Київ, 2017);
- «Валіза історій та почуттів», поезія, проза, інтерв’ю з видатними особистостями України, (видавництво «Друкарський двір Олега Федорова», Київ, 2023);
- «Історія і таємниці Лохвицької землі», художньо-краєзнавче дослідження у співавторстві з Ларисою Воробйовою-Яковенко, (видавництво «Друкарський двір Олега Федорова», Київ, 2024);
- «Скарби пана Добренка», пригодницька повість для підлітків та інші твори («Видавнича майстерня «YAR»», Київ, 2024).[2]

## Нагороди
Ліна Василівна Яковенко має низку премій, визнань і нагород:
- лавреат VI Всеукраїнського конкурсу літературних творів імені Григора Тютюнника (2022 р.)[3];
- переможниця конкурсу «Вірш тижня: 50 слів про любов» за версією літературного порталу «100.СЛІВ» (Харків, 2022 р.);
- лавреат І ступеня Всеукраїнського конкурсу авторської прози та поезії «#ЯwritteR», підтримуваного міністерством освіти і науки України (2021 р.);
- нагороджена дипломом ІІІ ступеня на Всеукраїнському конкурсі літературних творів, присвяченому 150-річчю від дня народження Лесі Українки (2021 р.);
- нагороджена Подякою від Департаменту культури і туризму Полтавської обласної адміністрації (2024 р.);
- нагороджена Подякою від Лохвицького відділу культури, туризму, молоді та спорту (2024 р.).